# Новлянский сельсовет (Волоколамский район)
Новлянский сельсовет — упразднённая административно-территориальная единица, существовавшая на территории Московской губернии и Московской области в 1924—1939 годах.
Новлянский с/с был создан в 1924 году в составе Бухоловской волости Волоколамского уезда Московской губернии путём выделения из Лукьяновского с/с.
По данным 1926 года в состав сельсовета входили 3 населённых пункта — Новлянское, Вашурино, Житаха, а также 1 хутор и 1 лесничество.
В 1929 году Новлянский с/с был отнесён к Волоколамскому району Московского округа Московской области.
4 января 1939 года Новлянский с/с был передан в состав нового Осташёвского района.
17 июля 1939 года Новлянский с/с был упразднён. При этом селение Житаиха было передано в Черневский с/с, Новлянское — в Клишинский с/с, а Вашурино — в Горбуновский с/с.